# Willsboro
Willsboro är en småstad (town) i Essex County i den amerikanska delstaten New York med en yta av 190,1 km² och en folkmängd, som uppgår till 1 903 invånare (2000). Willsboro har fått sitt namn efter William Gilliland som bosatte sig i området år 1765.

## Kända personer från Willsboro
- Monroe Hayward, politiker